# سباستین آتلان
سباستین آتلان (انگلیسی: Sébastien Atlan؛ زادهٔ ۱۴ نوامبر ۱۹۸۴) بازیکن فوتبال اهل فرانسه است.
از باشگاه‌هایی که در آن بازی کرده‌است می‌توان به باشگاه فوتبال المپیک مارسی و باشگاه ورزشی آمیان اشاره کرد.